# Đài tưởng niệm Kossuth

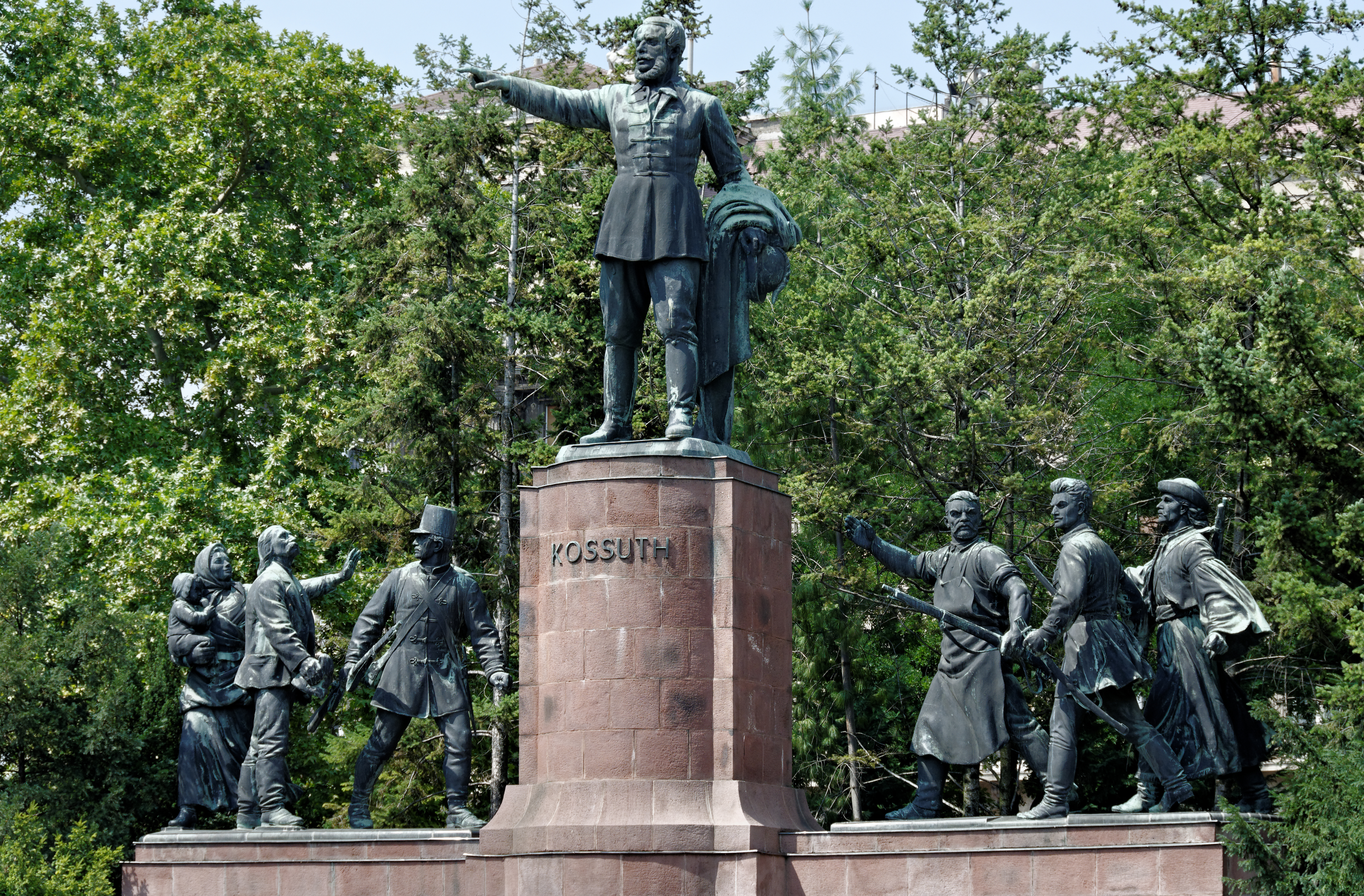
Đài tưởng niệm Kossuth gần Tòa nhà Quốc hội Hungary

Đài tưởng niệm Kossuth là một trong ba đài tưởng niệm công cộng dành riêng cho cựu Nhiếp chính-Tổng thống Hungary Lajos Kossuth đặt ở phía trước Tòa nhà Quốc hội Hungary, trên Quảng trường Lajos Kossuth ở Budapest. Đài tưởng niệm là một biểu tượng quốc gia quan trọng của Hungary và là nơi diễn ra các lễ kỷ niệm quan trọng của đất nước.

## Đài tưởng niệm đầu tiên
Sau khi Lajos Kossuth qua đời (ngày 21 tháng 3 năm 1894), một dự án quyên góp công khai để xây dựng một đài tưởng niệm cho nhà lãnh đạo của Cách mạng 1848 ngay lập tức được công bố. Trong những năm tiếp theo, nhân dân quyên góp 850.000 forint. Đây có thể coi là một số tiền khổng lồ vào ngày đó.
Năm 1906, sau những cuộc tranh luận kéo dài về phong cách và thông điệp của đài tưởng niệm, bản thiết kế của János Horvay giành chiến thắng trong cuộc thi. Mặc dù công chúng không hài lòng với ý tưởng của Horvay, nhà điêu khắc vẫn bắt tay vào thực hiện. Đến năm 1914, tất cả các thành phần khác của đài tượng niệm hoàn thành ngoại trừ bức tượng Kossuth. Sau đó công việc bị dừng lại vì Chiến tranh thế giới thứ nhất. Chiếc cột đá cẩm thạch Ruskica khổng lồ để tạc tượng vẫn nằm trong mỏ đá ở Transylvania bị quân đội Romania xâm lược tịch thu. Trong những năm sau chiến tranh, Horvay hoàn thành bức tượng Kossuth với phần chân cột mới làm bằng đá vôi đơn giản.
Đài tưởng niệm Kossuth đầu tiên chính thức được Thống đốc Miklós Horthy khánh thành vào ngày 6 tháng 11 năm 1927 trước đám đông 100.000 người. Diễn giả của lễ kỷ niệm là Albert Apponyi. Các bức tượng trên đài tưởng niệm lần lượt là các thành viên của chính phủ quốc hội Hungary đầu tiên: Lajos Kossuth (ở giữa), Pál esterhazy, Gábor Klauzál, József Eötvös, István Széchenyi, Thủ tướng Lajos Batthyány, Bertalan Szemere, Ferenc Deak, và Lázár Mészáros.
Các nhà phê bình nghệ thuật lên án bầu không khí u sầu của đài tưởng niệm. Tác phẩm điêu khắc này vẫn không được lòng dân.

## Đài tưởng niệm thứ hai
Năm 1950, chính phủ của Mátyás Rákosi, nhà độc tài theo chủ nghĩa Stalin của Hungary, đã ra lệnh tháo dỡ đài tưởng niệm đầu tiên. Zsigmond Kisfaludi Strobl điêu khắc một bức tượng đồng mới của Kossuth. Bức tượng Kossuth với một bàn tay giờ lên, biểu trưng cho việc hướng tới một tương lai tươi sáng hơn. Kisfaludi Strobl cố gắng hình dung Kossuth như một nhà hùng biện vĩ đại. Tác phẩm điêu khắc là một sản phẩm tiêu biểu của thời đại. Đài tưởng niệm mới khánh thành vào năm 1952. András Kocsis và Lajos Ungváry điêu khắc sáu nhân vật khác (trong số đó có nhà thơ Sándor Petőfi).Giá đỡ đài tưởng niệm được ốp bằng các khối đá cẩm thạch màu đỏ.
Đài tượng niệm đầu tiên của Horvay bị tháo dỡ, trao cho thị trấn Dombóvár vào năm 1959. Các bức tượng được dựng lại riêng biệt tại Công viên Thành phố vào năm 1973.

## Đài tưởng niệm thứ ba
Chính phủ Hungary khởi động việc khôi phục tổng thể Quảng trường Kossuth Lajos vào năm 2012 sau một thời gian dài lên kế hoạch.
Quốc hội ra quyết định yêu cầu tái xây dựng các tác phẩm điêu khắc lịch sử của quảng trường vào năm 1944. Đài tưởng niệm Kossuth của Strobl được sửa chữa, sau đó lắp ráp lại lại trong Công viên Orczy theo một hình thức khác. Một bản sao chính xác tác phẩm điêu khắc gốc của Horvay (bảo quản ở Dombóvár) được tái tạo và khánh thành tại Quảng trường Kossuth vào năm 2014.